# Confederação Brasileira de Muaythai Tradicional
A CBMTT - Confederação Brasileira de Muaythai Tradicional, é a entidade máxima do Muaythai no Brasil, sendo a única no país filiada a Federação Internacional de Muaythai Amador (IFMA) e ao  Conselho Mundial de Muaythai (WMC). entidades reitoras do Muaythai em nível mundial, tanto na área amadora como profissional respectivamente.

## História
A CBMTT foi inaugurada oficialmente dia 1º de maio 2006, com o objetivo de valorizar os seus filiados, principalmente os atletas que queiram defender as cores de nossa pátria além mar, porém sem esquecer o trabalho incansável dos instrutores, professores e mestres que dedicam sua vida transmitindo e perpetuando esta herança cultural tailandesa. A CBMTT age divulgando e promovendo o Muaythai, servindo de meio de intercâmbio cultural e de sensibilização para a disciplina de combate com a tradição tailandesa.

## Graduação

### Sistema de graduação
A graduação simbolizada pelo prajied que trata-se de uma corda trançada que é usada num ou em dois braços (bíceps) de um lutador de muaythai com a respectiva cor do sistema de classificação. Esta graduação é padronizada internacionalmente pela IFMA e WMC, que são as entidades máximas do Muaythai em nível mundial reconhecidas pelo governo Tailandês.
A CBMTT segue fielmente este quadro de graduações, pois além dessa forma seus filiados serão reconhecidos em todo o mundo desenvolvendo um trabalho com o Muaythai da forma como ele é praticado na Tailândia.
Infelizmente no Brasil até pouco tempo usava-se a palavra Kruang para definir o nome da corda que simbolizava as graduações. Na realidade o nome correto é prajied, pois este é termo utilizado na Tailândia.
| Khan | Prajied       | Cor               | Experiência                               | Tempo                         |
| ---- | ------------- | ----------------- | ----------------------------------------- | ----------------------------- |
| 1    | Khan Nueng    | Branco            | Iniciante                                 | 3 meses                       |
| 2    | Khan Song     | Amarelo           | Iniciante                                 | 3 meses                       |
| 3    | Khan Sam      | Amarelo e Branco  | Iniciante                                 | 3 meses                       |
| 4    | Khan Sih      | Verde             | Iniciante                                 | 3 meses                       |
| 5    | Khan Hah      | Verde e Branco    | Intermediário                             | 6 meses                       |
| 6    | Khan Hok      | Azul              | Intermediário                             | 6 meses                       |
| 7    | Khan Jed      | Azul e Branco     | Intermediário                             | 6 meses                       |
| 8    | Khan Pad      | Castanho          | Avançado                                  | 6 meses                       |
| 9    | Khan Kaoh     | Castanho e Branco | Avançado                                  | 6 meses                       |
| 10   | Khan Sib      | Vermelho          | Avançado                                  | 6 meses                       |
| 11   | Khan Sib Ed   | Vermelho e Branco | Professor em Treinamento (Kru Fueng Sorn) | 12 meses Idade: 18 anos       |
| 12   | Khan Sib Song | Preto             | Professor Auxiliar (Kru Puh Chuay)        | 24 meses Idade: 20 anos       |
| 13   | Khan Sib Sam  | Preto e Branco    | Professor (Kru)                           | 36 meses Idade: 22 anos       |
| 14   | Khan Sib Sih  | Prata             | Mestre (Arjarn)                           | Nomeado pela IFMA ou pela WMC |
| 15   | Khan Sib Hah  | Ouro              | Grão-Mestre (Arjarn Yai)                  | Nomeado pela IFMA ou pela WMC |
| 16   | Khan Sib Hok  | Ouro e Prato      | Grão-Mestre de Honra (Por Ra Ma Jarn)     | Nomeado pela IFMA ou pela WMC |

## Filiação
A CBMTT é filiada a CSMT - Confederação Sul-Americana de Muaythai; PAMU - Pan American Muaythai Union; IFMA - Federação Internacional de Muaythai Amador;  WMC - Conselho Mundial de Muaythai, além de outras entidades de Muaythai e Muay Boran. A Confederação Brasileira de Muaythai Tradicional é a única no Brasil licenciada a organizar seletivas para competições dessas entidades.

### Entidades reitoras do Muaythai em nível Mundial
- IFMA - Federação Internacional de Muaythai Amador.
- WMC - Conselho Mundial de Muaythai.

### Entidades reitoras do Muaythai em nível Pan Americano e Sul-Americano
- PAMU - União Pan Americana de Muaythai.
- CSMT - Confederação Sul-Americana de Muaythai.

## Campeonato Brasileiro
O Campeonato Brasileiro de Muaythai Tradicional da CBMTT é o único oficial no país que serve de seletiva para o Mundial de Muaythai. A CBMTT teve representantes em todas as edições do mundial desde sua fundação, e também terá representantes no próximo mundial que acontecerá na Suécia em Jönköping em maio de 2016. A seleção Brasileira de Muaythai será formada pelos campeões do último Campeonato Brasileiro de Muaythai Tradicional que foi realizado pela primeira vez na história em 2015 na região norte, na cidade de Marituba no estado do Pará, realizado pela Federação de Muaythai Tradicional do Estado do Pará, filiada da CBMTT no estado.

## Participação da CBMTT em mundiais
- 2006 - Banguecoque, Tailândia.
- 2007 - Banguecoque, Tailândia.
- 2008 - Busan, Coreia.
- 2009 - Banguecoque, Tailândia.
- 2010 - Banguecoque, Tailândia.
- 2011 - Tashkent, Usbequistão.
- 2012 - São Petersburgo, Rússia.
- 2013 - Istambul, Turquia.
- 2014 -Langkawi, Malásia.
- 2015 - Banguecoque, Tailândia.

### Outras competições importantes
- 2010 - Primeiro SportAccord World Combat Games, Beijing, China (COI).
- 2013 - 4th Jogos Asiáticos de Artes Marciais e Recinto Coberto, Incheon, Korea (OCA/COI).
- 2015 - Primeiro Campeonato Mundial de Muaythai Universitário, Banguecoque, Tailândia (FISU).

## Categorias de peso
|                                          | \| Categorias de peso de acordo com a CBMTT \| \| \| Categoria \| Peso (Kilos) \| \| Mosca Ligeiro \| 45 – 48 kg \| \| Mosca \| 48–51 kg \| \| Galo \| 51 – 54 kg \| \| Pena \| 54 – 57 kg \| \| Leve \| 57 – 60 kg \| \| Super Leve \| 60 - 63,5 kg \| \| Meio Médio Ligeiro \| 63,5 – 67 kg \| \| Meio Ligeiro \| 67 – 71 kg \| \| Médio \| 71 – 75 kg \| \| Meio Pesado \| 75 – 81 kg \| \| Cruzador \| 81 – 86 kg \| \| Pesado \| 86 – 91 kg \| \| Super Pesado \| 91 kg - em diante \| A CBMTT segue em seus eventos as normas internacionais da IFMA, sendo a única entidade no país que será responsável pelo Muaythai olímpico, pois é a única no Brasil oficialmente filiada a IFMA. Em abril de 2012, a IFMA marcou o lançamento oficial do "Muaythai em direção COI", campanha que em um evento de gala especial, apresentou a sua carta de Intenções para o Comité Olímpico Internacional (COI) para reconhecimento do membro executivo do COI, Dr. CK Wu. Ao mesmo tempo um pedido para ser incluído nos Jogos Mundiais de 2017 foi entregue ao Sr. Ron Froehlich, na época presidente da Associação Internacional dos Jogos Mundiais. Além disso, no atendimento do presidente do SportAccord Sr. Hein Verbruggen. 1. 2. 3. 4. 5. - «Site Oficial da CBMTT» - «CBMTT no facebook» - «CBMTT no instagram» - «Site Oficial da IFMA» - «Site Oficial da WMC» |
| Categorias de peso de acordo com a CBMTT | |
| Categoria                                | Peso (Kilos) |
| Mosca Ligeiro                            | 45 – 48 kg |
| Mosca                                    | 48–51 kg |
| Galo                                     | 51 – 54 kg |
| Pena                                     | 54 – 57 kg |
| Leve                                     | 57 – 60 kg |
| Super Leve                               | 60 - 63,5 kg |
| Meio Médio Ligeiro                       | 63,5 – 67 kg |
| Meio Ligeiro                             | 67 – 71 kg |
| Médio                                    | 71 – 75 kg |
| Meio Pesado                              | 75 – 81 kg |
| Cruzador                                 | 81 – 86 kg |
| Pesado                                   | 86 – 91 kg |
| Super Pesado                             | 91 kg - em diante |

| Categorias de peso de acordo com a CBMTT |                   |
| Categoria                                | Peso (Kilos)      |
| Mosca Ligeiro                            | 45 – 48 kg        |
| Mosca                                    | 48–51 kg          |
| Galo                                     | 51 – 54 kg        |
| Pena                                     | 54 – 57 kg        |
| Leve                                     | 57 – 60 kg        |
| Super Leve                               | 60 - 63,5 kg      |
| Meio Médio Ligeiro                       | 63,5 – 67 kg      |
| Meio Ligeiro                             | 67 – 71 kg        |
| Médio                                    | 71 – 75 kg        |
| Meio Pesado                              | 75 – 81 kg        |
| Cruzador                                 | 81 – 86 kg        |
| Pesado                                   | 86 – 91 kg        |
| Super Pesado                             | 91 kg - em diante |